# Biblioteka Uniwersytecka w Toruniu

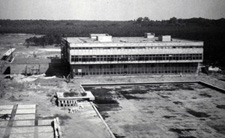
Biblioteka Główna UMK, widok ogólny - budowa 1970 r.

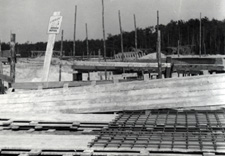
Biblioteka Główna UMK, widok ogólny filarów pod przyszły gmach - 1969 r.

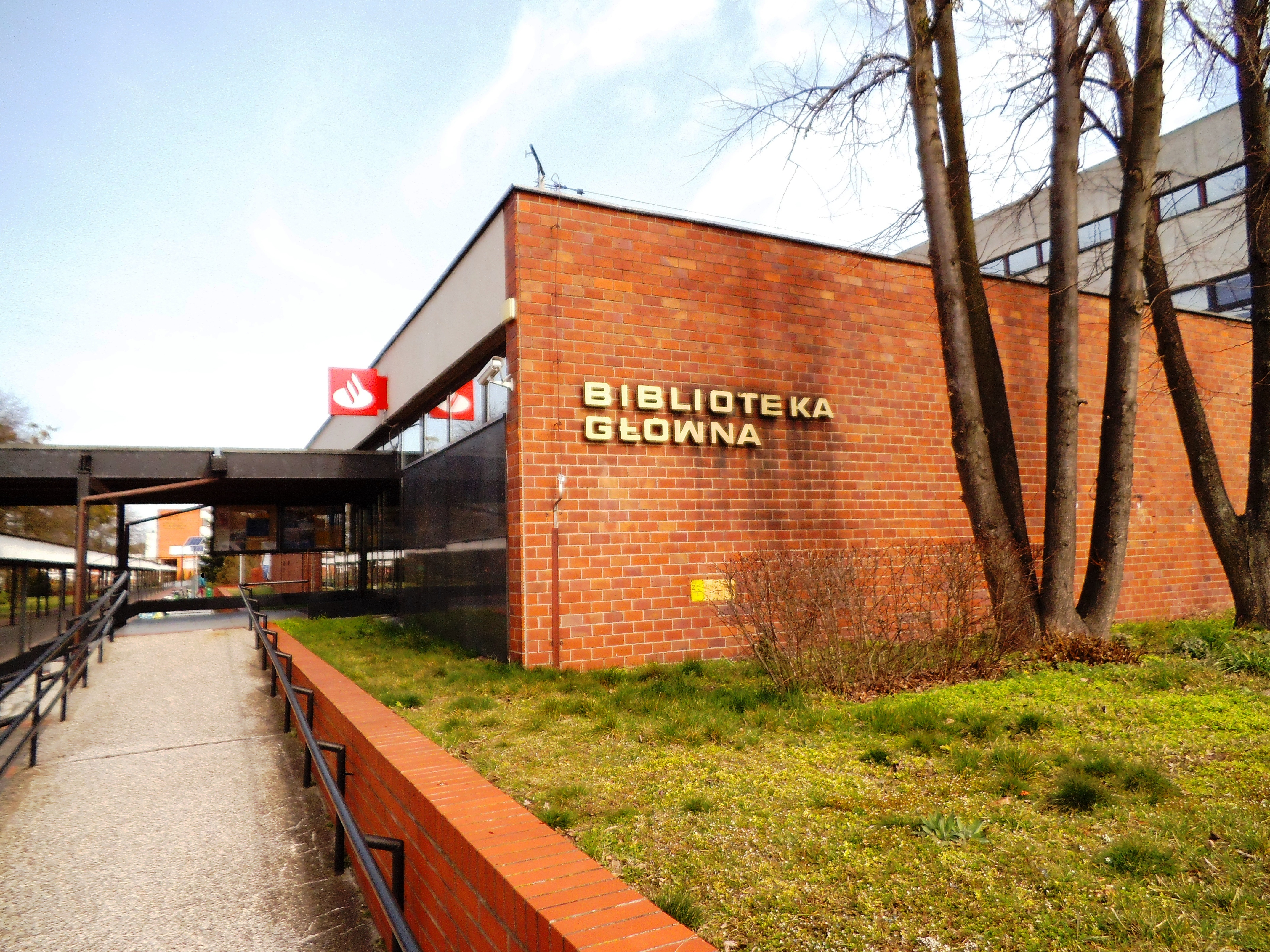
Wejście do budynku

Biblioteka Uniwersytecka w Toruniu – główna biblioteka Uniwersytetu Mikołaja Kopernika w Toruniu oraz jedna z największych książnic w Polsce.  

## Lokalizacja
Biblioteka znajduje się w zachodniej części miasta, w dzielnicy Bielany, przy ul. Gagarina 13.

## Charakterystyka
Biblioteka UMK została powołana w 1945 r., a otwarta 10 maja 1947 r. W latach 1945–1947 siedzibą Biblioteki był gmach Towarzystwa Naukowego w Toruniu, w 1947 r. otrzymała samodzielny budynek przy ul. Chopina 12, a w 1973 r. została przeniesiona do nowego budynku w miasteczki akademickim na Bielanach. Od 1947 r. otrzymuje egzemplarz obowiązkowy. W 2002 r. uhonorowana medalem Bibliotheca Magna Perennisque przyznawanym przez Stowarzyszenie Bibliotekarzy Polskich. Obecnie wraz z Biblioteką Medyczną Collegium Medicum w Bydgoszczy oraz bibliotekami wydziałowymi i instytutowymi, Biblioteka UMK tworzy sieć biblioteczno-informacyjną uniwersytetu. W strukturze biblioteki działa również powołane do życia w 2005 r. Muzeum Uniwersyteckie w Toruniu.
Specjalizacje: regionalia, Toruniensia, Pomeranica, Baltica, Vilniana, Copernicana i zbiory emigracyjne.

## Historia
Historia Biblioteki Uniwersyteckiej w Toruniu wiąże się ściśle z utworzeniem Uniwersytetu Mikołaja Kopernika w Toruniu. Obie jednostki zostały powołane do życia dekretem wydanym 24 sierpnia 1945 r. Formalnie utworzona 1 września 1945 r. dzieliła gmach z Książnica Kopernikańską znajdujący się przy ul. Wysokiej. Początkowo biblioteki łączył także jeden dyrektor. Wówczas funkcję tę pełnił dr Stefan Burhardt. By przystosować zbiory Książnicy do potrzeb Uniwersytetu rozbudowano czytelnie główną, w poszczególności dział bibliograficzny. Ponadto utworzono czytelnie profesorską i gabinet sztuki oraz zapoczątkowano dział muzyki i kartografii. Wspólne były też katalogi i wypożyczalnia. Biblioteki prowadziły osobne księgi akcesji, inwentarze oraz miały osobny budżet. 
Warto wspomnieć, iż przedwojenny dyrektor Książnicy Kopernikańskiej – Zygmunt Mocarski, widział w bibliotece publicznej bibliotekę uniwersytecką i przez całą kadencje przygotowywał ją do tego. Nie zrealizowano także projektu połączenia obu bibliotek opracowanego przez rektora Ludwika Kolankowskiego oraz profesorów Tadeusza Czeżowskiego oraz Karola Koranyego.  Nie  dokonano również  przeniesienia  Książnicy Kopernikańskiej do gmachu Biblioteki Uniwersyteckiej.

### Gmachy
W latach 1945–1947 biblioteka nie posiadała własnego budynku. Bibliotekarze zajmowali się ratowaniem opuszczonych księgozbiorów. Księgozbiory poniemieckie i zabezpieczone stały się  zaczątkiem księgozbioru Biblioteki Uniwersyteckiej oraz podstawą bibliotek zakładowych. Po otrzymaniu własnego budynku przy ul. Chopina 12/18 w styczniu 1947 r. nastąpił intensywny rozwój biblioteki. Gmach otwarto uroczyście  10 maja 1947 r. Pracownicy biblioteki skupili się na opracowaniu powiększającego się księgozbioru. Od 1948 r. książki napływały także w ramach egzemplarza obowiązkowego. Zarysowała się struktura organizacyjna biblioteki.
Kolejne lata działalności to zmiany w bibliotece. Jednostka włącza się w popularyzowanie kultury, powołanie do życia oddziału informacyjno – bibliograficznego, opracowywanie bibliografii zalecających katalogów wyborowych, wystaw itp. W 1952 r. zostaje nadana struktura organizacyjna. Następne lata to czas stabilizacji i rozwoju Biblioteki. Jednakże ciągle powiększający się księgozbiór zaczął zapełniać przestrzeń magazynową. Problem rozwiązał się po przeprowadzce w 1973 r. do nowego gmachu na terenie miasteczka akademickiego przy ul. Gagarina 13. Toruń w związku z obchodami rocznicy kopernikańskiej otrzymał zgodę na budowę nowoczesnego kampusu uniwersyteckiego. Bibliotekę zbudowano w samym jego sercu.

### Komputeryzacja
W latach 1993–1997 przeprowadzono komputeryzację procesów opracowania i udostępniania zbiorów. Od 2002 r. BU współtworzy katalog centralny polskich bibliotek naukowych i akademickich - NUKAT. 
2 grudnia 2005 r. oficjalnie otwarto Kujawsko-Pomorską Bibliotekę Cyfrową. Opisy bibliograficzne dokumentów cyfrowych KPBC można wyszukiwać przez serwis Federacji Bibliotek Cyfrowych. W 2012 r. uruchomiono natomiast repozytorium instytucjonalne UMK, które gromadzi i upowszechnia bieżącą produkcję naukową UMK.

### Członkostwo i wyróżnienia
Biblioteka Uniwersytecka jest członkiem Konsorcjum Bibliotek Naukowych Regionu Kujawsko-Pomorskiego oraz Konsorcjum Polskich Bibliotek Cyfrowych.
Biblioteka została uhonorowana medalem „Bibliotheca Magna Perennisque” za wkład w dzieło polskiego bibliotekarstwa.

## Zbiory

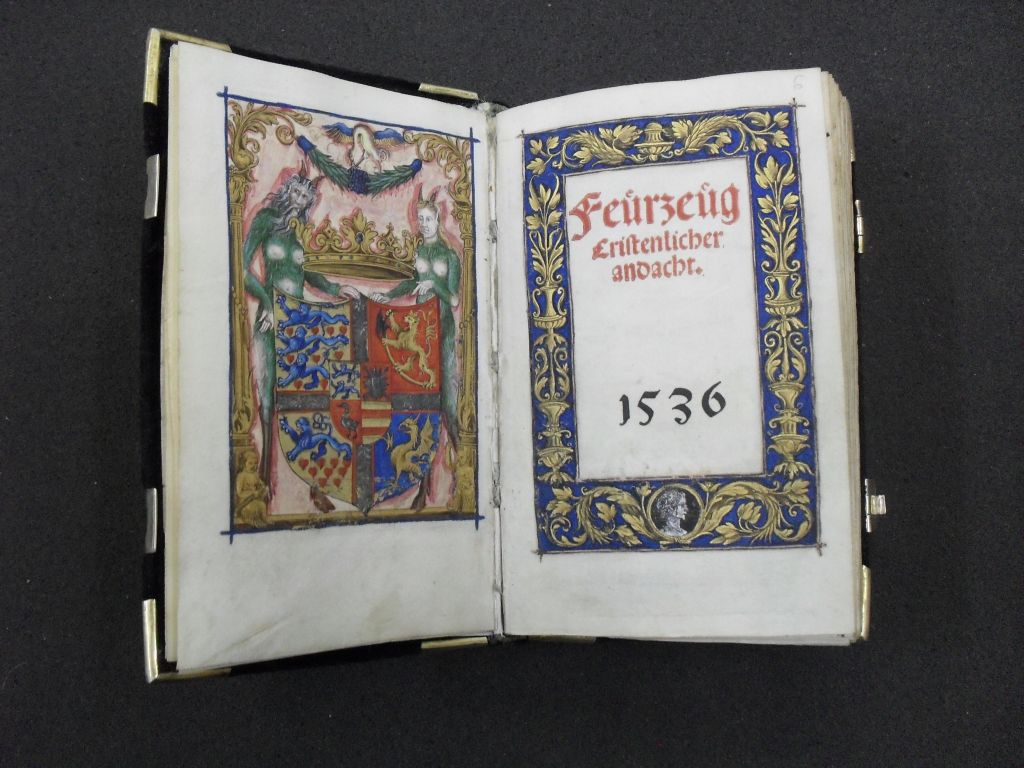
Modlitewnik księżnej Doroty, pierwszej żony księcia Albrechta Hohenzollerna z 1536 r. (sygn. Ob.6.II4489)

Biblioteka posiada kolekcje zbiorów specjalnych: rękopisów i starych druków, muzycznych, graficznych, kartograficznych oraz dokumentów życia społecznego. 
Wielkość zbiorów (stan na 31.12.2011 r): 1 191 821 książek (w vol.); 574 465 czasopism (w vol.); 467 691 jednostek zbiorów specjalnych (w jednostkach obliczeniowych) w tym:
- 72 367 rękopisów;
- 54 945 starych druków;
- 87 562 druków muzycznych;
- 9 895 dokumentów kartograficznych;
- 159 599 dokumentów życia społecznego;
- 70 805 dokumentów graficznych;
- 11 141 materiałów audiowizualnych.

## Wydawnictwa
W Pracowni Pomorzoznawczej powstają bibliografie: kontynuacja Bibliografii historii Pomorza Wschodniego i Zachodniego, drukowanej każdego roku w Zapiskach Historycznych; Bibliografia miasta Torunia oraz opracowywane wspólnie z Instytutem Herdera w Marburgu Bibliographie zur Geschichte Pommerns i Bibliographie zur Geschichte Ost- und Westpreussens. Biblioteka wydaje serię wydawnictw pod nazwą „Archiwum Emigracji. Źródła i materiały do dziejów emigracji polskiej w XX wieku” Biblioteka wydaje czasopismo - „Archiwum Emigracji”. Studia, szkice dokumenty” oraz szereg katalogów wystaw, opracowań związanych z posiadanymi zbiorami.

## Projekty
Biblioteka Uniwersytecka współuczestniczyła w wielu projektach zarówno krajowych, jak i międzynarodowych m.in. EBIB, BIBWEB, KARO, NUKAT, Tempus, Dedicate, Communia, ENRICH, e-LIS, EIFL-OA, EODOPEN, a także koordynuje regionalny projekt Kujawsko-Pomorska Biblioteka Cyfrowa.

## Dyrektorzy
| Dyrektorzy                 | Okres urzędowania |
| -------------------------- | ----------------- |
| dr Stefan Burhardt         | 1945–1949         |
| prof. Ludwik Kolankowski   | 1949–1955         |
| dr Edmund Józefowicz       | 1956–1957         |
| dr Maria Puciatowa         | 1955–1973         |
| dr Edmund Józefowicz       | 1973–1974         |
| dr Henryk Łapiński         | 1974–1974         |
| dr Bohdan Ryszewski        | 1974–1986         |
| mgr Stefan Czaja           | 1986–2003         |
| mgr Anna Bogłowska         | 2003–2003         |
| dr hab. Mirosław Supruniuk | 2004–2010         |
| dr Krzysztof Nierzwicki    | 2010–2024         |
| dr Milena Śliwińska        | od 2025           |

## Bibliotekarze uniwersytetu
- dr Stefan Burhardt (historyk, muzykolog)
- dr Henryk Baranowski (bibliograf)
- prof. dr. hab Bohdan Ryszewski (historyk i archiwista)
- mgr Urszula Zaborska (bibliograf)
- dr Maria Śliwińska (specjalista informacji)
- dr Dominik M. Piotrowski (kurator cyfrowy)
- mgr Bożena Bednarek-Michalska  (specjalistka informacji, bibliotekarka cyfrowa) - profil cytowań w Google
- mgr Stefan Czaja (historyk)